# 마스크와 베르가마스크
《마스크와 베르가마스크 작품번호 112》(프랑스어: Masques et bergamasques)는 가브리엘 포레가 1919년에 작곡한 관현악 모음곡이다.

## 개요
포레는 이 작품을 작곡하면서 4개의 악장 중 제1악장과 제3악장을 자신이 작곡한 《교향곡 바장조 작품 번호 20》(1869년 작곡)에서 가져왔고 제2악장은 그 교향곡 중 한 악장을 가져와 많은 부분을 다시 만들었다. 제4악장만을 새로 작곡했다.

## 악장 구성
| 악장 | 제목     | 빠르기                             | 조성                  |
| ---- | -------- | ---------------------------------- | --------------------- |
| 1    | 서곡     | Allegro molto vivo                 | 바장조                |
| 2    | 미뉴에트 | Tempo di minuetto Allegro moderato | 바장조                |
| 3    | 가보트   | Allegro vivo                       | 라단조 중간부: 라장조 |
| 4    | 목가     | Andantino tranqillo                | 라장조                |

## 악기 편성
플루트 2, 오보에 2, 클라리넷 2, 바순 2, 호른 2, 트럼펫 2, 팀파니, 하프, 제1·2바이올린, 비올라, 첼로, 더블베이스